# Shun'ichi Toki
Shun'ichi Toki (土岐 隼一 Toki Shun'ichi?,  Tokio, Japón, 7 de mayo de 1989) es un actor de voz japonés, afiliado a With Line. Algunos de sus roles más destacados incluyen el de Leo de la Iglesia en Yuri!!! on Ice, Kōki Etō en Tsukipro the Animation, Ginji en Kakuriyo no Yadomeshi, Kazutora Hanemiya en Tokyo Revengers y Kei Tsuzuki en The Idolmaster SideM.

## Filmografía

### Anime
2014
- Isshūkan Friends como Empleado
- Ōkami Shōjo to Kuro Ōji como Invitado

2015
- Uta no Prince-sama como Transeúnte
- Sakurako-san no Ashimoto ni wa Shitai ga Umatteiru como Thoma
- Daiya no Ace como Kō Kudō

2016
- Fudanshi Kōkō Seikatsu como Yoshiyuki
- Yuri!!! on Ice como Leo de la Iglesia[2]

2017
- Roku de Nashi Majutsu Kōshi to Akashic Records como Cecil Kraton
- Nana Maru San Batsu como Kuma
- Kakegurui como Estudiante
- Tsukipro the Animation como Kōki Etō
- The Idolmaster SideM como Kei Tsuzuki

2018
- Kakuriyo no Yadomeshi como Ginji[3]
- Hyakuren no Haō to Seiyaku no Varukyuria como Pescador, soldado
- Lord of Vermilion: Guren no Ō como Ikurō Owari
- Angorumoa: Genkō Kassen-ki como Mitsuzuka no Nakamaru
- The Idolmaster SideM como Kei Tsuzuki[4]

2020
- Jibaku Shōnen Hanako-kun - Aoi Akane

2021
- Tokyo Revengers - Kazutora Hanemiya
- Taishou Otome Otogibanashi - Hakaru Shiratori

### Videojuegos
2013
- Fairy Fencer F

2015
- Granblue Fantasy como Joel
- Red Dragon como Overes Gantarina
- Saibai Shōnen como Hyaku Kurenai
- Zettai Meikyū Himitsu no Oyayubi-hime como Risel
- Yume Ōkoku to Nemureru 100-Nin no Ōji-sama como Theodore

2016
- The Idolmaster SideM como Kei Tsuzuki
- Kami goku-tō Mary Squirter como Yōji
- Chain Chronicle como Dr. Regis
- Teru Hoshi no Rebellion como Rota
- World Chain como Yoichi Nasuno, Vlad Tepes

2018
- DREAM!ing como Maki Chizuru
- Hatsune Miku: Colorful Stage como Kamishiro Rui

2023
- Genshin Impact como Freminet